# Бабуна (планина)
Вижте пояснителната страница за други значения на Бабуна.
Бабуна (на македонска литературна норма: Бабуна) е планина в централната част на Северна Македония. Тя отделя Прилепското поле на югозапад от долината на Вардар и областта Азот на североизток. Свързана е с планината Якубица на северозапад и със Селечката планина на югоизток. Бабуна планина е изградена от гнайси, шисти и гранодиорити, а на юг в района на Сивец, Козяк и Плетвар е изградена от дебел слой мрамори.
Най-високият връх на Бабуна планина е Козяк (1746 метра). През Бабуна планина преминава шосейният път свързващ Велес с Прилеп. Смята се, че в този район се е подвизавал поп Богомил, основател на богомилството. В планината се намира Трескавецкият манастир.

## Други
На Бабуна планина е наречена улица в квартал „Лозенец“ в София (Карта).